# William de Brailes

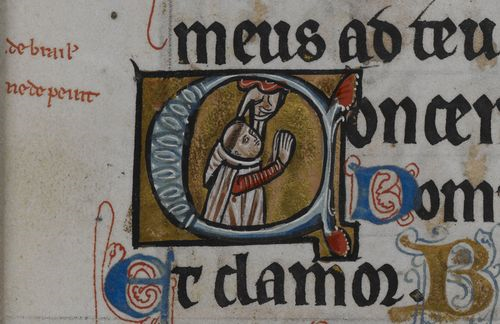
Fólio 43r do De Brailes Hours (British Library Add MS 49999) mostrando um autorretrato assinado por "W de Brailes que me pintou" (margem esquerda).

William de Brailes (ativo c. 1230 - c. 1260) foi um iluminador de manuscritos do início do gótico inglês, provavelmente nascido em Brailes, Warwickshire. Ele assinou dois manuscritos e aparentemente trabalhou em Oxford, onde está documentado de 1238 a 1252, possuindo uma propriedade na Catte Street perto da Igreja da Universidade de Santa Maria, a Virgem, aproximadamente no local agora ocupado pela capela do All Souls College, onde vários membros do comércio de livros viveram. Ele era casado, com Celena, mas evidentemente também tinha ordens menores, como pelo menos três autorretratos o mostram com uma tonsura clerical. Isso não era incomum: nesta data, e com exceção do monge St. Albans, Matthew Paris, o único outro iluminador inglês do período sobre o qual temos informações pessoais significativas, a maior parte da iluminação inglesa parece ter sido feita em oficinas comerciais administradas por leigos.

## Manuscritos

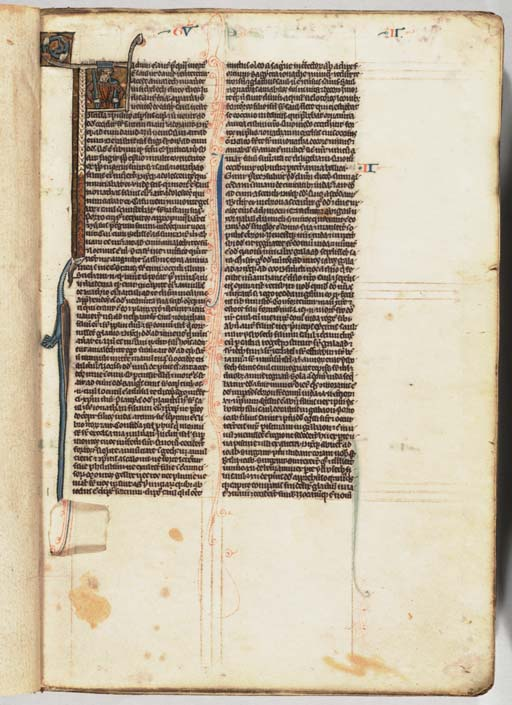
Página típica de uma pequena bíblia de Brailes

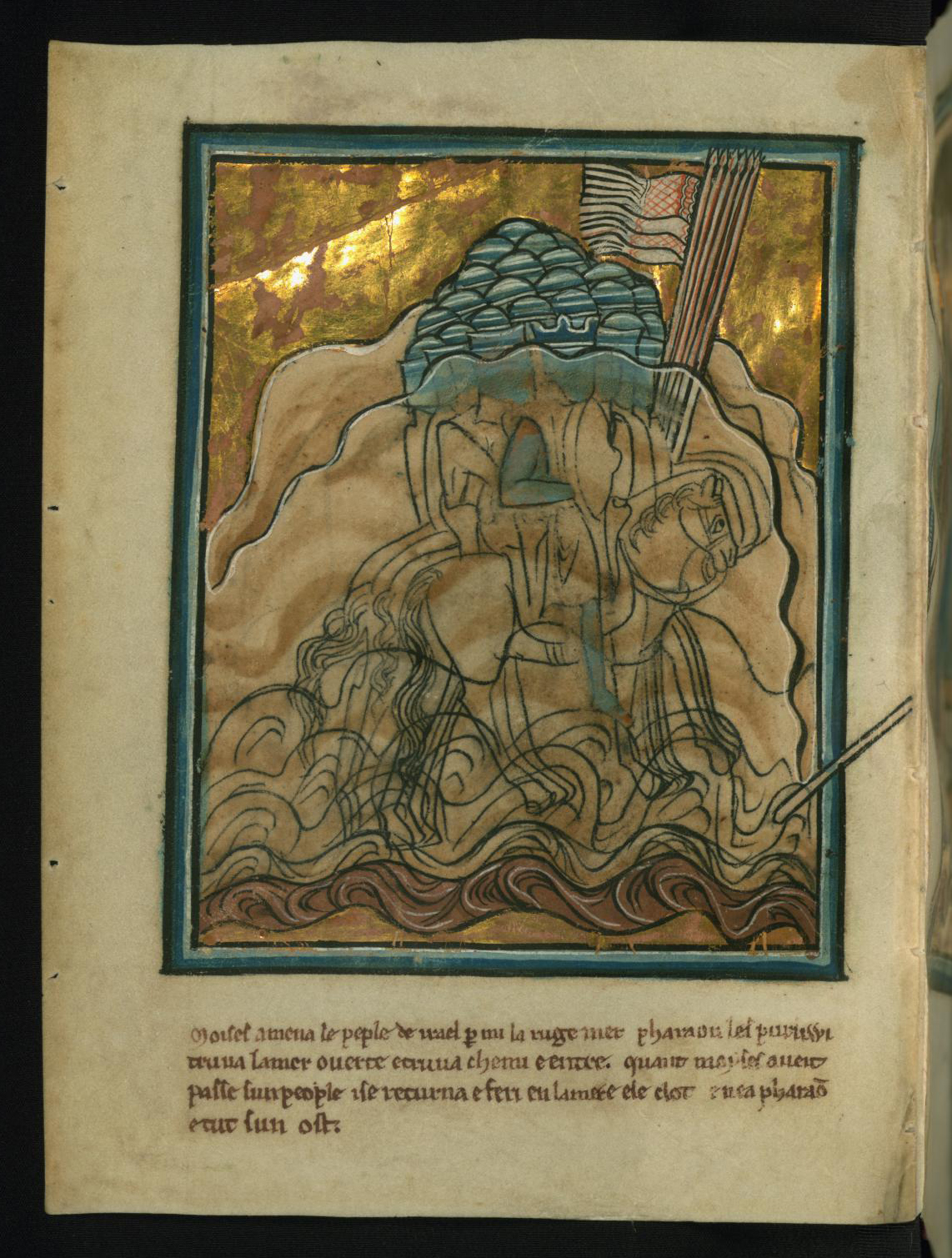
Página, provavelmente de um saltério (Ms W.106, f. 11v), mostrando a Travessia do Mar Vermelho (Êxodo 14:26:30)

William de Brailes iluminou Bíblias, saltérios, um Livro de Horas e textos seculares, e também pode ter sido um escriba. Ele é associado a um estilo distinto, mas outros artistas também trabalharam dessa maneira, e distinguir sua mão da deles é difícil. O estilo é caracterizado por figuras gesticulantes enérgicas, embora com uma gama limitada de expressões faciais, e uma preocupação com a narrativa. Barras ornamentais estendem-se desde as iniciais historiadas até o topo ou os lados do texto, uma característica na transição do estilo românico para o estilo gótico maduro, onde bordas decorativas correm ao redor de toda a página. As miniaturas maiores geralmente contêm cenas diferentes em rodelas separadas. A maioria de seus manuscritos tem um tamanho de página semelhante ao de um livro de bolso moderno padrão, e reflete a tendência de posse pessoal de livros por membros ricos, mas não extravagantes, tanto do clero quanto dos leigos.
As principais obras atribuídas a Brailes e sua oficina incluem:
- O "De Brailes Hours" na British Library (Add MS 49999) [6][7] é o mais antigo livro de horas em inglês separado (foi incorretamente afirmado ser o mais antigo em qualquer lugar, e o protótipo do formulário),[8] o tipo de livro que se tornaria o principal veículo de iluminação no final da Idade Média. Provavelmente foi criado para uma leiga desconhecida cujo "retrato" genérico é mostrado quatro vezes. Foi sugerido que ela era de North Hinksey, perto de Oxford, e possivelmente se chamava Suzanna.[9] Assinado duas vezes por "W. de Brail", acrescentando uma vez "q [ui]. Me depeint" ("quem me pintou"). Apesar de seu pequeno tamanho de 150 x 123 mm, contém um grande número de iniciais historiadas e miniaturas de página inteira apresentando seções.
- Uma série de pequenas folhas (135 x 98 mm) iluminada em um ou ambos os lados com miniaturas de página inteira, provavelmente de um saltério (talvez um saltério agora em Estocolmo que tem uma inicial historiada importante por de Brailes),[10] com vinte e quatro agora no Walters Art Museum, Baltimore e sete na Coleção Wildenstein, Musée Marmottan Paris.[11]
- "The New College Psalter", em 350 x 250 mm, a "maior e mais elaborada obra existente da oficina de Brailes", e relativamente tardia, esta obra pertence à categoria de saltérios de luxo, com um calendário iluminado e decoração abundante em todo, embora não haja um ciclo de miniaturas de página.[12]
- Miniaturas de um Saltério, consistindo em seis folhas no Museu Fitzwilliam e uma na Biblioteca Morgan existente, de uma série de iluminuras de página inteira no Antigo e Novo Testamentos (215 x 143 milímetros).[13]
- Bíblia com algumas Missas (British Library, Harley MS. 2813) - recentemente atribuída, para um patrono franciscano, 183 x 133 mm, com duas iniciais historiadas restantes.[14]
- Bíblia com algumas Missas, na Biblioteca Bodleian, Oxford. Um pequeno (167 x 116 mm) Bíblia, provavelmente feita para um patrono dominicano.[15]
- Bíblia no Gonville and Caius College, Cambridge - o "exemplo mais elaborado sobrevivente de ilustração da Bíblia" do workshop, com 79 iniciais iluminadas, em sua maioria historiadas, das quais a decoração normalmente se estende ao longo da página. 245 x 175 milímetros.[16]
- Uma Bíblia cujos fragmentos sobreviventes estão dispersos entre várias coleções: a parte principal sobrevivente (155 fólios) é Lewis Ms E 29 na Biblioteca Livre da Filadélfia, 182 x 113 mm, com muitas iniciais historiadas.[17] Quatorze folhas deste manuscrito estão agora na Biblioteca Lilly da Universidade de Indiana como Ricketts C: 1 (1 folha), Ricketts III: 25 (1 folha) e Ricketts III: 53 (12 folhas). Outras folhas deste mesmo manuscrito estão dispersas em coleções particulares na Inglaterra.